# Die Möwe Jonathan (Film)
Die Möwe Jonathan (Originaltitel: Jonathan Livingston Seagull) ist ein US-amerikanischer Film aus dem Jahr 1973. Regie führte Hall Bartlett, der auch das Drehbuch schrieb, basierend auf dem Roman Die Möwe Jonathan (engl. Jonathan Livingston Seagull) von Richard Bach. Die Filmmusik komponierte Neil Diamond.
Menschliche Darsteller kommen im Film nicht vor; alle Figuren sind Möwen, deren Gedanken durch Sprecher ausgesprochen werden.

## Handlung
Zu Beginn des Films versucht die Möwe Jonathan, eine möglichst große Fluggeschwindigkeit zu erreichen. 
Es gelingt ihm schließlich, sein Ziel von mehr als 60 Meilen pro Stunde zu erreichen. 
Von den Mitgliedern seines Schwarms erntet er dafür keine Anerkennung: Er wird aus dem Schwarm ausgestoßen und verbannt. 
Einsam widmet er sich jetzt seinem Ziel, das Fliegen zu perfektionieren. 
Als er nach einem einsamen, aber erfüllten Sein stirbt, erwacht er inmitten eines Schwarms von Möwen, die wie er nach der Perfektion des Fliegens streben.

## Synchronisation
Die deutsche Synchronfassung entstand bei der Berliner Synchron GmbH. Lutz Arenz schrieb das Dialogbuch und Joachim Kunzendorf führte Regie.
| Rolle    | Schauspieler     | Sprecher         |
| -------- | ---------------- | ---------------- |
| Jonathan | James Franciscus | Wolfgang Ziffer  |
| Marina   | Juliet Mills     | Liane Rudolph    |
| Chang    | Philip Ahn       | Joachim Nottke   |
| Fletcher | David Ladd       | Randolf Kronberg |
| Mutter   | Dorothy McGuire  | Bettina Schön    |
| Vater    | Richard Crenna   | Peter Schiff     |
| Ältester | Hal Holbrook     | Jürgen Thormann  |

## Kritiken
„Faszinierend schöne Bilder, gesehen mit den Augen einer Möwe, verbinden gefühlsträchtige, farbenfrohe Naturschauspiele mit sehnsüchtigen Träumen von Freiheit und Liebe. Obwohl die Lebensphilosophie verschwommen scheint und die übersteigerten schwärmerischen Gefühle sich gefährlich nahe am Kitsch bewegen, schlägt sich in dem Film das Lebensgefühl eines Teiles der Jugend am Anfang der 70er Jahre nieder.“

„Damals dicht am Lebensgefühl der 70er, heute nahe am Kitsch.“

In den Vereinigten Staaten erhielt der Film hauptsächlich negative Kritiken. Gene Siskel schrieb beispielsweise 

„the dumbest, most patronizing movie of this or any other year. Deutsch: Der dümmste, herablassendste Film dieses oder irgendeines anderen Jahres“

Roger Ebert, der nach 45 Minuten das Kino verließ, resümierte: 

„This has got to be the biggest pseudocultural, would-be metaphysical ripoff of the year. Deutsch: Das muss die größte pseudokulturelle, vermeintlich metaphysische Mogelpackung des Jahres sein.“

## Auszeichnungen
Der Film wurde bei der Oscarverleihung 1974 in den Kategorien Beste Kamera und Bester Schnitt nominiert.
Die Filmmusik von Neil Diamond gewann einen Golden Globe Award und einen Grammy Award.

## Veröffentlichung
Der Film feierte seinen US-amerikanischen Kinostart am 23. Oktober 1973 und wurde in Westdeutschland ab dem 9. Juli 1976 in den Kinos gezeigt. Nachdem er am 1. Januar 1989 in Deutschland auf VHS erschien, war seine Erstausstrahlung am 29. Dezember 1991 auf dem Bezahlfernsehsender Premiere. Seit dem 5. Oktober 2006 ist der Film auf DVD erhältlich.